# Samosvoj
Misel o družbeni krivici je Etbin Kristan nadaljeval v drami Samosvoj, ki je izšla leta 1910 in bila uprizorjena 1911 leta. V drami opažamo, da se posameznik ali družbeni razred, zapleta v nasprotje z državno oblastjo. Drama je napisana v petih dejanjih.

## Osebe
- Ivan Rome
- Minka
- Ivanka
- Peter Mižan
- Marjana Stramonova
- Miha Ažbot
- Gašper Sitnik
- Lukežič
- Grjavec
- Ločnik
- Komar
- Starc

## Vsebina

### 1. dejanje
Rome hoče kupiti Komarjevo zemljo, ker meni, da bo tam našel mnogo izkopanin. Komar zemlje noče prodati za nobeno ceno. Rome odkloni prošnjo kmetov, da bi zanje posredoval pri oblasti, da bi ukrotila potok Melnico, ki jim dela škodo. Grdo se obnaša tudi do sestre Marjane, ki ga prosi za posojilo, a ga ne dobi.

### 2. dejanje
Kmetje skušajo pri oblasti, kaj doseči glede Melnice, toda Sitnik z njimi ravna zviška. Grjavca preda sodniku, druge pa nažene. Marjana se zgraža nad kmečkim okoljem ter prepričuje Ivanko, naj gre z njo v Ljubljano, a Ivanki ni do tega. Komarja pokličejo na glavarstvo, a njega Melnica ne ogroža in s kmeti ni solidaren. Zaradi lastnih interesov Rome Komarja razlasti, s pomočjo svojih vplivov.

### 3. dejanje
Mižanu je težko zaradi Komarja in kmetov, zato prijatelja prosi naj se zavzame zanje, a Rome ga zavrne. Komar roti Rometa naj bo usmiljen, naj koplj eče mora, a zemlja naj ostane njegova last. Rome ga odkloni. Delavci začnejo razkopavati Komarjevo zemljo, zato le ta napade Ivana s sekiro.

### 4. dejanje
Mižan očita Ivanu, da se je že vsem zameril, odkupi pa se lahko le tako, da jim pomaga zdaj, ko je Melnica poplavila. Rome odkloni in v množici se porodi sovraštvo in misel, da je vse njihove nesreče kriv on. Množica se odpravi na Preljevo.

### 5. dejanje
Na Preljevo pridrvijo kmetje. Starca in Ažbota zaprejo v klet, vse izkopanine pa vržejo v vodo, nato pa zaplešejo. Rome vpraša kje so njegove izkopanine, a Komar mu odgovori, da jih je vzela Melnica.